# Gimel-les-Cascades
 Gimel-les-Cascades  (en occitano Jumel) es una comuna y población de Francia, en la región de Lemosín, departamento de Corrèze, en el distrito de Tulle y cantón de Tulle Campagne Sur.
Su población en el censo de 2008 era de 704 habitantes.
No está integrada en ninguna Communauté de communes.

## Demografía
| 515 | 558 | 494 | 553 | 655 | 630 | 704 |
| Para los censos de 1962 a 1999 la población legal corresponde a la población sin duplicidades (Fuente: INSEE [Consultar]) |     |     |     |     |     |     |